# 791
El 791 (DCCXCI) fou un any comú començat en dissabte del calendari julià.

## Esdeveniments
- 20 de setembre: Carlemany envaeix el territori dels àvars.[1]